# Isabellaria thermopylarum
Isabellaria thermopylarum is een slakkensoort uit de familie van de Clausiliidae. De wetenschappelijke naam van de soort is voor het eerst geldig gepubliceerd in 1850 door L. Pfeiffer.